# Hrazany
Hrazany (en allemand : Hrazan, en 1939-1945 : Groß Hrasau) est une commune du district de Písek, dans la région de Bohême-du-Sud, en République tchèque. Sa population s'élève à 271 habitants en 2020.

## Géographie
Hrazany se trouve à 9 km au nord-nord-ouest de Milevsko, à 28 km au nord-nord-est de Písek, à 62 km au nord-nord-ouest de České Budějovice et à 62 km au sud de Prague.
La commune est limitée par Petrovice au nord, par Chyšky à l'est, par Milevsko au sud, par Hrejkovice au sud-ouest, par Kovářov à l'ouest et au nord-ouest.

## Histoire
La première mention écrite du village date de 1373.

## Transports
Par la route, Hrazany se trouve à 10 km de Milevsko, à 37 km de Písek, à 72 km de České Budějovice et à 86 km de Prague.